# Виноградский, Александр Николаевич (генерал)
Алекса́ндр Никола́евич Виногра́дский (1874 — 1935) — русский генерал и военный историк, герой Первой мировой войны.

## Биография
Православный. Из потомственных дворян. Сын подольского губернского предводителя дворянства, отставного полковника Николая Ильича Виноградского и его жены Ольги Александровны Неверовской.
Воспитывался в Пажеском корпусе, который окончил в 1893 году с занесением имени на мраморную доску и был произведен в подпоручики 1-й конно-артиллерийской батареи, с прикомандированием к Гвардейской конно-артиллерийской бригаде. 6 августа 1894 года переведен в ту же бригаду. Произведен в поручики 6 декабря 1897 года.
В 1899 году окончил два класса Николаевской академии Генерального штаба, однако продолжил службу в артиллерии. Затем окончил Офицерскую артиллерийскую школу. В течение пяти лет командовал батареей. Произведен в штабс-капитаны 6 декабря 1901 года, в капитаны — 7 августа 1905 года, в полковники — 6 декабря 1907 года. Опубликовал ряд трудов по истории англо-бурской и русско-японской войн.
1 декабря 1912 года назначен командиром 2-го дивизиона лейб-гвардии Конной артиллерии, с которой вступил в Первую мировую войну. Пожалован Георгиевским оружием
За то, что 20 ноября 1914 года в бою у с. Белхатов, находясь на наблюдательном пункте под ружейным огнём и подвергая свою жизнь явной опасности, управлял батареями своего дивизиона и метким огнём удержал жестокие атаки противника.
30 июля 1915 года произведен в генерал-майоры, 18 декабря того же года назначен командиром 14-й артиллерийской бригады. 20 декабря 1916 года назначен помощником инспектора артиллерии армий Румынского фронта, 13 августа 1917 года — начальником русской артиллерийской миссии, состоящей при Румынской армии.
С ноября 1918 по апрель 1919 года был членом Одесской исторической комиссии генерала Н. Н. Головина и сотрудником Ясского Всероссийского хранилища, содержавшего архив Румынского фронта. Участвовал в Белом движении в составе ВСЮР, состоял в резерве чинов. Эвакуирован из Одессы.
В эмиграции в Югославии, с 1926 года — в Париже. Перевёл воспоминания генерала Людендорфа (1923). Публиковался в газете «Возрождение», сотрудничал в «Артиллерийском журнале», «Вестнике союза офицеров-участников войны», где вел учебный отдел, и других изданиях. Читал лекции на Высших военно-научных курсах в Париже, был членом учебного комитета курсов (1931).
Умер в 1935 году в Париже. Похоронен на кладбище Сент-Женевьев-де-Буа.

## Семья
- Брат Николай (1883—1931) — участник процесса по делу «Тактического центра», негласный сотрудник ОГПУ.

## Награды
- Орден Святого Станислава 3-й ст. (ВП 6.12.1901)
- Орден Святой Анны 3-й ст. (ВП 6.12.1904)
- Орден Святого Станислава 2-й ст. (ВП 6.12.1907)
- Высочайшее благоволение «за отличное окончание курса Офицерской артиллерийской школы» (ВП 12.03.1908)
- Орден Святой Анны 2-й ст. (ВП 6.12.1911)
- Орден Святого Владимира 4-й ст. с мечами и бантом (ВП 13.10.1914)
- Орден Святого Владимира 3-й ст. с мечами (ВП 6.02.1915)
- Георгиевское оружие (ВП 5.05.1915)
- Орден Святого Станислава 1-й ст. с мечами (ВП 6.05.1916)

## Сочинения
- Англо-бурская война в Южной Африке: Выпуски 1-3. — Санкт-Петербург, 1901—1903.
- Переход 2-й Гвардейской конной батареи через Балканы и бой под Горным-Бугаровом. — Санкт-Петербург, 1902.
- Японо-русская война: причины войны, театр войны и средства сторон. — Санкт-Петербург, 1904.
- Опыт исследования тактики современной артиллерии при наступлении в связи с деятельностью прочих родов оружия. — Санкт-Петербург, 1907.
- История Русско-японской войны 1904—1905 гг. Выпуски 1-4. — Санкт-Петербург, 1908—1912.
- Операция на Румынском фронте с января по июнь 1917 г. Работа штаба фронта. 1917—1919.
- Перед Великой войной. 1925.
- Великий князь Сергей Михайлович (1870—1918). 1922—1923, 1926.